# Cristina Bucșa
Cristina Bucșa (Chisináu, 1 de enero de 1998), también citada como Cristina Bucsa, es una tenista española nacida en Moldavia y afincada en Cantabria desde los tres años.

## Biografía
Nacida en Chisináu (Moldavia), creció desde los tres años de edad en Las Fraguas y seguidamente en Torrelavega (Cantabria, España). Bucșa tiene como mejor ranking histórico en individuales el puesto 56, alcanzado en enero de 2024. Su mejor ranking en dobles es el 19 y data de junio de 2024.
Hasta la fecha ha ganado 4 títulos individuales y 9 de dobles en el circuito ITF además de 1 título en la categoría WTA y otro más de WTA 125k.
Sus referentes tenísticos son Serena Williams y Kim Clijsters.
En 2024 fue homenajeada con una placa en el paseo de la Torre de la Vega, en Torrelavega, Cantabria.

## Trayectoria profesional

### 2019
En junio de 2019 disputaría y ganaría su primer partido de Grand Slam al entrar la última en el cuadro de la previa de Wimbledon. No desaprovechó la oportunidad y ganó a la joven promesa estadounidense Whitney Osuigwe.

### 2021: debut en Grand Slam
En 2021 hizo su debut en Grand Slam en el Abierto de Estados Unidos 2021 ante la suiza Jil Teichmann tras superar la fase previa.

### 2022
En 2022 seguiría con su progresión y ganaría su primer partido en un cuadro final de Grand Slam. Sería en el US Open al derrotar en primera ronda a la eslovena Kaja Juvan.
Llegando ya al final de la temporada, Cristina estrenaría su palmarés en un WTA 125ks. Sería en Andorra y en la categoría de dobles junto a la polaca Weronika Falkowska. 
Durante ese año, Cristina fue convocada con España por primera vez para disputar la fase final de la Copa Billie Jean King en Glasgow, aunque finalmente no jugó ningún partido.

### 2023: top 100
Cristina comenzó el 2023 superando su mejor marca en un grand slam alcanzando la tercera ronda del Abierto de Australia desde la fase previa. En dicho torneo consiguió la mejor victoria de su carrera derrotando en tres sets a la canadiense Bianca Andreescu, excampeona del US Open. Esta victoria la llevaría a su mejor ranking individual hasta esa fecha, a 86ª raqueta mundial. En dobles superó la primera ronda junto a la nipona Makoto Ninomiya, derrotando en dos sets a la estadounidense Sofia Kenin y la kazaja Yúliya Putíntseva.
En el siguiente torneo, Cristina estrenó su palmarés WTA ganando el Torneo WTA de Lyon 2023 junto a la neerlandesa Bibiane Schoofs
En marzo superó la fase previa y alcanzó la segunda ronda en Indian Wells, cayendo ante la estadounidense Cori Gauff por 6-2 y 6-4.
Bucșa hizo su debut en Wimbledon, donde derrotó a Kamilla Rakhimova en la que fue su primera victoria en este major.
Entró en el cuadro principal del Abierto de Canadá como una lucky loser y también alcanzó la segunda ronda en su debut en el WTA 1000 Cincinnati Open, derrotando a la cabeza de serie número 13, Belinda Bencic, y en el Torneo de Guadalajara, donde doblegó a la ex jugadora top-10 Kristina Mladenovic por doble 6-0.
A finales de año, debutó en la Copa Billie Jean King 2023 jugando el partido de dobles junto a Marina Bassols contra Polonia.
Para despedir el 2023, Cristina conquistó su primer torneo individual de categoría WTA 125s en el Torneo de Limoges derrotando en la final a Elsa Jacquemot con un 2-6, 6-1, 6-2. Además lo hizo por partida doble, ya que también consiguió el triunfo en el cuadro de dobles junto a la rusa Yana Sizikova.

### 2024: top 60, primeros cuartos de final y bronce olímpico
Cristina comenzó el año con buenas actuaciones en la gira australiana llegando a derrotar a jugadoras como Greet Minnen o Jasmine Paolini. Sin embargo cedió en la primera ronda de individuales en el Abierto de Australia. Cabe destacar que en este torneo alcanzó los cuartos de final en el cuadro de dobles junto a la rusa Alexandra Panova.
En febrero, Cristina alcanzó los cuartos de final del WTA 500 de Abu Dhabi.
Fue en Madrid donde Cristina consiguió el título más importante de su carrera hasta el momento. Junto a Sara Sorribes, Cristina consiguió derrotar en la final a las experimentadas Laura Siegemund y Barbora Krecjikova con un apabullante resultado de 6-0 y 6-2.
Al mes siguiente, Bucșa ganó su primer título de dobles WTA 500 en Estrasburgo, formando pareja con Niculescu y derrotando a Asia Muhammad y Aldila Sutjiadi en la final. En el camino hacia el título, Bucșa y Niculescu derrotaron a las segundas cabezas de serie Demi Schuurs y Luisa Stefani en la semifinal. 
Bucșa logró su primera victoria en individuales del Abierto de Francia contra la jugadora de la previa Yuliia Starodubtseva en la primera ronda, antes de perder ante Elisabetta Cocciaretto en la segunda. En dobles, ella y Niculescu derrotaron a la dupla 14º cabeza de serie de Sofia Kenin y Bethanie Mattek-Sands en la segunda ronda. Tras la tercera ronda de la pareja en el Abierto de Francia, Bucșa alcanzó el ranking de dobles más alto de su carrera en el número 19 y superó a Sorribes Tormo como la mejor jugadora española de dobles el 10 de junio de 2024. 
Hizo su debut olímpico en París, donde llegó a la segunda ronda en individuales con una victoria sobre Petra Martić. Octavas cabezas de serie en dobles con Sara Sorribes Tormo, ganaron la medalla de bronce.
En el Abierto de China de 2024, alcanzó la cuarta ronda de un WTA 1000 por primera vez en su carrera, derrotando a la wildcard Yao Xinxin, y luego derrotando a la 11ª cabeza de serie y finalista del año anterior Liudmila Samsonova en tres sets, su segunda victoria entre las 20 mejores, y a la 24ª cabeza de serie Elise Mertens.
2025: finalista en Miami y título en Bogotá
En la primera mitad de la temporada consiguió grandes victorias ante jugadoras como Anna Kalinskaya o Emma Raducanu y alcanzó la final en el torneo de Miami en dobles junto a la japonesa Miyu Kato. En el siguiente torneo logró llevarse el título de dobles de Bogotá
A finales de junio, tras vencer en sets corridos a la rumana Anca Todoni y a la croata y cabeza de serie n°22, Cristina accedió a la 3ª ronda de Wimbledon para citarse con la lucky loser Solana Sierra

## Torneos individuales por años

#### 2025
| N.º | Fecha                   | Torneo               | Categoría  | Superficie | Ronda           | Oponente              |
| --- | ----------------------- | -------------------- | ---------- | ---------- | --------------- | --------------------- |
| 1   | 30 de diciembre de 2024 | Brisbane             | WTA 500    | Dura       | R64             | Anca Todoni           |
| 2   | 4 de enero de 2025      | Adelaida             | WTA 500    | Dura       | Clasificatorios | Kateřina Siniaková    |
| 3   | 15 de enero de 2025     | Abierto de Australia | Grand Slam | Dura       | 2R              | Leylah Fernandez      |
| 4   | 29 de enero de 2025     | Singapur             | WTA 250    | Dura       | OF              | Mananchaya Sawangkaew |
| 5   | 2 de febrero de 2025    | Abu Dabi             | WTA 500    | Dura       | Clasificatorios | Sonobe Wakana         |
| 6   | 11 de febrero de 2025   | Doha                 | WTA 1000   | Dura       | R32             | Elise Mertens         |
| 7   | 14 de febrero de 2025   | Dubái                | WTA 1000   | Dura       | Clasificatorios | Yue Yuan              |

#### 2024
| N.º | Fecha                 | Torneo                    | Categoría        | Superficie    | Ronda           |
| --- | --------------------- | ------------------------- | ---------------- | ------------- | --------------- |
| 1   | 3 de enero de 2024    | Brisbane                  | WTA 500          | Dura          | R32             |
| 2   | 10 de enero de 2024   | Adelaida                  | WTA 500          | Dura          | OF              |
| 3   | 16 de enero de 2024   | Abierto de Australia      | Grand Slam       | Dura          | 1R              |
| 4   | 9 de febrero de 2024  | Abu Dabi                  | WTA 500          | Dura          | CF              |
| 5   | 20 de febrero de 2024 | Dubái                     | WTA 1000         | Dura          | R32             |
| 6   | 8 de marzo de 2024    | Indian Wells              | WTA 1000         | Dura          | R128            |
| 7   | 19 de marzo de 2024   | Miami                     | WTA 1000         | Dura          | R128            |
| 8   | 5 de abril de 2024    | Bogotá                    | WTA 250          | Tierra batida | CF              |
| 9   | 26 de abril de 2024   | Madrid                    | WTA 1000         | Tierra batida | R64             |
| 10  | 8 de mayo de 2024     | Roma                      | WTA 1000         | Tierra batida | R128            |
| 11  | 15 de mayo de 2024    | París                     | WTA 125K         | Tierra batida | OF              |
| 12  | 20 de mayo de 2024    | Estrasburgo               | WTA 500          | Tierra batida | R32             |
| 13  | 30 de mayo de 2024    | Roland Garros             | Grand Slam       | Tierra batida | 2R              |
| 14  | 10 de junio de 2024   | Nottingham                | WTA 250          | Hierba        | R32             |
| 15  | 16 de junio de 2024   | Birmingham                | WTA 250          | Hierba        | Clasificatorios |
| 16  | 22 de junio de 2024   | Eastbourne                | WTA 500          | Hierba        | Clasificatorios |
| 17  | 4 de julio de 2024    | Wimbledon                 | Grand Slam       | Hierba        | 2R              |
| 18  | 29 de julio de 2024   | París                     | Juegos Olímpicos | Tierra batida | 2R              |
| 19  | 7 de agosto de 2024   | Toronto                   | WTA 1000         | Dura          | R64             |
| 20  | 11 de agosto de 2024  | Cincinnati                | WTA 1000         | Dura          | Clasificatorios |
| 21  | 21 de agosto de 2024  | Cleveland                 | WTA 250          | Dura          | OF              |
| 22  | 27 de agosto de 2024  | Abierto de Estados Unidos | Grand Slam       | Dura          | 1R              |
| 23  | 2 de octubre de 2024  | Pekín                     | WTA 1000         | Dura          | OF              |
| 24  | 8 de octubre de 2024  | Wuhan                     | WTA 1000         | Dura          | R64             |
| 24  | 14 de octubre de 2024 | Osaka                     | WTA 250          | Dura          | R32             |
| 25  | 31 de octubre de 2024 | Hong Kong                 | WTA 250          | Dura          | OF              |

## Torneos de dobles por año

### Dobles femeninos

#### 2025
| N.º | Fecha                   | Compañera     | Torneo               | Categoría  | Superficie | Ronda |
| --- | ----------------------- | ------------- | -------------------- | ---------- | ---------- | ----- |
| 1   | 31 de diciembre de 2024 | Yana Sízikova | Brisbane             | WTA 500    | Dura       | OF    |
| 2   | 6 de enero de 2025      | Yana Sízikova | Adelaida             | WTA 500    | Dura       | OF    |
| 3   | 17 de enero de 2025     | Yana Sízikova | Abierto de Australia | Grand Slam | Dura       | 1R    |
| 4   | 30 de enero de 2025     | Camila Osorio | Singapur             | WTA 250    | Dura       | CF    |
| 5   | 4 de febrero de 2025    | Miyu Kato     | Abu Dabi             | WTA 500    | Dura       | OF    |
| 6   | 9 de febrero de 2025    | Miyu Kato     | Doha                 | WTA 1000   | Dura       | R32   |
| 7   | 16 de febrero de 2025   | Miyu Kato     | Dubái                | WTA 1000   | Dura       | R32   |

#### 2024
| N.º | Fecha                    | Compañera         | Torneo                    | Categoría        | Superficie    | Ronda  |
| --- | ------------------------ | ----------------- | ------------------------- | ---------------- | ------------- | ------ |
| 1   | 5 de enero de 2024       | Aleksandra Panova | Brisbane                  | WTA 500          | Dura          | SF     |
| 2   | 9 de enero de 2024       | Ulrike Eikkeri    | Adelaida                  | WTA 500          | Dura          | OF     |
| 3   | 23 de enero de 2024      | Aleksandra Panova | Abierto de Australia      | Grand Slam       | Dura          | CF     |
| 4   | 5 de febrero de 2024     | Monica Niculescu  | Abu Dabi                  | WTA 500          | Dura          | OF     |
| 5   | 15 de febrero de 2024    | Monica Niculescu  | Doha                      | WTA 1000         | Dura          | CF     |
| 6   | 10 de marzo de 2024      | Aleksandra Panova | Indian Wells              | WTA 1000         | Dura          | R32    |
| 7   | 24 de marzo de 2024      | Aleksandra Panova | Miami                     | WTA 1000         | Dura          | R32    |
| 8   | 7 de abril de 2024       | Kamila Rajímova   | Bogotá                    | WTA 250          | Tierra batida | G      |
| 9   | 5 de mayo de 2024        | Sara Sorribes     | Madrid                    | WTA 1000         | Tierra batida | G      |
| 10  | 11 de mayo de 2024       | Anna Bondár       | Roma                      | WTA 1000         | Tierra batida | R32    |
| 11  | 16 de mayo de 2024       | Vera Zvonariova   | París                     | WTA 125K         | Tierra batida | CF     |
| 12  | 25 de mayo de 2024       | Monica Niculescu  | Estrasburgo               | WTA 500          | Tierra batida | G      |
| 13  | 4 de junio de 2024       | Monica Niculescu  | Roland Garros             | Grand Slam       | Tierra batida | 3R     |
| 14  | 28 de junio de 2024      | Makoto Ninomiya   | Eastbourne                | WTA 500          | Hierba        | SF     |
| 15  | 6 de julio de 2024       | Makoto Ninomiya   | Wimbledon                 | Grand Slam       | Hierba        | 2R     |
| 16  | 4 de agosto de 2024      | Sara Sorribes     | París                     | Juegos Olímpicos | Tierra batida | Bronce |
| 17  | 6 de agosto de 2024      | Xu Yifan          | Toronto                   | WTA 1000         | Dura          | R32    |
| 18  | 16 de agosto de 2024     | Xu Yifan          | Cincinnati                | WTA 1000         | Dura          | OF     |
| 19  | 24 de agosto de 2024     | Xu Yifan          | Cleveland                 | WTA 250          | Dura          | G      |
| 20  | 28 de agosto de 2024     | Xu Yifan          | Abierto de Estados Unidos | Grand Slam       | Dura          | 1R     |
| 21  | 27 de septiembre de 2024 | Monica Niculescu  | Pekín                     | WTA 1000         | Dura          | R32    |
| 22  | 9 de octubre de 2024     | Monica Niculescu  | Wuhan                     | WTA 1000         | Dura          | OF     |
| 23  | 20 de octubre de 2024    | Monica Niculescu  | Osaka                     | WTA 250          | Dura          | F      |
| 24  | 25 de octubre de 2024    | Monica Niculescu  | Tokio                     | WTA 500          | Dura          | CF     |
| 25  | 2 de noviembre de 2024   | Miyu Kato         | Hong Kong                 | WTA 250          | Dura          | SF     |

### Dobles mixtos

#### 2025
| N.º | Fecha               | Compañero     | Torneo               | Categoría  | Superficie | Ronda |
| --- | ------------------- | ------------- | -------------------- | ---------- | ---------- | ----- |
| 1   | 16 de enero de 2025 | Joran Vliegen | Abierto de Australia | Grand Slam | Dura       | 1R    |

#### 2024
| N.º | Fecha                   | Compañero      | Torneo                    | Categoría  | Superficie    | Ronda |
| --- | ----------------------- | -------------- | ------------------------- | ---------- | ------------- | ----- |
| 1   | 2 de junio de 2024      | Andrés Molteni | Roland Garros             | Grand Slam | Tierra batida | 1R    |
| 2   | 10 de julio de 2024     | Fabrice Martin | Wimbledon                 | Grand Slam | Hierba        | OF    |
| 3   | 2 de septiembre de 2024 | Joran Vliegen  | Abierto de Estados Unidos | Grand Slam | Dura          | OF    |

## Juegos Olímpicos

### Dobles

#### Medalla de bronce
| Año  | Torneo     | Pareja        | Oponentes en la final          | Resultado |
| 2024 | París 2024 | Sara Sorribes | Karolína Muchová Linda Nosková | 6-2, 6-2  |

## Títulos WTA (6; 0+6)

### Dobles (6)
| Leyenda              |
| Grand Slam (0)       |
| Juegos Olímpicos (0) |
| WTA Finals (0)       |
| WTA 1000 (1)         |
| WTA 500 (1)          |
| WTA 250 (4)          |

| N.º | Fecha                | Torneo      | Superficie    | Pareja            | Oponentes en la final              | Resultado           |
| --- | -------------------- | ----------- | ------------- | ----------------- | ---------------------------------- | ------------------- |
| 1.  | 5 de febrero de 2023 | Lyon        | Dura (i)      | Bibiane Schoofs   | Olga Danilović Alexandra Panova    | 7-6(5), 6-3         |
| 2.  | 7 de abril de 2024   | Bogotá      | Tierra batida | Kamilla Rakhimova | Anna Bondár Irina Khromacheva      | 7-6(5), 3-6, [10-8] |
| 3.  | 5 de mayo de 2024    | Madrid      | Tierra batida | Sara Sorribes     | Barbora Krejčíková Laura Siegemund | 6-0, 6-2            |
| 4.  | 25 de mayo de 2024   | Estrasburgo | Tierra batida | Monica Niculescu  | Asia Muhammad Aldila Sutjiadi      | 3-6, 6-4, [10-6]    |
| 5.  | 24 de agosto de 2024 | Cleveland   | Dura          | Xu Yifan          | Shuko Aoyama Eri Hozumi            | 3-6, 6-3, [10-6]    |
| 6.  | 6 de abril de 2025   | Bogotá      | Tierra batida | Sara Sorribes     | Irina Bara Laura Pigossi           | 5-7, 6-2, [10-5]    |

#### Finalista (3)
| N.º | Fecha                    | Torneo   | Superficie | Pareja            | Oponentes en la final           | Resultado           |
| --- | ------------------------ | -------- | ---------- | ----------------- | ------------------------------- | ------------------- |
| 1.  | 18 de septiembre de 2022 | Portoroz | Dura       | Tereza Mihalíková | Marta Kostyuk Tereza Martincová | 4-6, 0-6            |
| 2.  | 20 de octubre de 2024    | Osaka    | Dura       | Monica Niculescu  | Ena Shibahara Laura Siegemund   | 6-3, 2-6, [2-10]    |
| 3.  | 30 de marzo de 2025      | Miami    | Dura       | Miyu Kato         | Mirra Andreeva Diana Shnaider   | 3-6, 7-6(5), [2-10] |

## WTA 125K Series

### Individual: 1
| N.º | Fecha                   | Torneo  | Superficie | Oponente       | Resultado     |
| --- | ----------------------- | ------- | ---------- | -------------- | ------------- |
| 1.  | 17 de diciembre de 2023 | Limoges | Dura       | Elsa Jacquemot | 2-6, 6-1, 6-2 |

### Dobles: 6
| Núm. | Fecha                   | Torneo        | Superficie    | Pareja             | Adversarias                          | Resultado        |
| ---- | ----------------------- | ------------- | ------------- | ------------------ | ------------------------------------ | ---------------- |
| 1.   | 4 de diciembre de 2022  | Andorra       | Dura (i)      | Weronika Falkowska | Anastasia Zakharova Angelina Gabueva | 7-6, 6-1         |
| 2.   | 16 de julio de 2023     | Contrexéville | Tierra batida | Alena Fomina-Klotz | Amina Anshba Anastasia Dețiuc        | 4-6, 6-3, [10-7] |
| 3.   | 10 de diciembre de 2023 | Angers        | Dura          | Monica Niculescu   | Anna Danilina Alexandra Panova       | 6-1, 6-3         |
| 4.   | 17 de diciembre de 2023 | Limoges       | Dura          | Yana Sizikova      | Oksana Kalashnikova Maia Lumsden     | 6-4, 6-1         |
| 5.   | 8 de junio de 2025      | Birmingham    | Hierba        | Destanee Aiava     | Elixane Lechemia Alicia Barnett      | 6-4, 6-2         |

#### Finalista (1)
| Núm. | Fecha                | Torneo  | Superficie | Pareja           | Adversarias                | Resultado |
| ---- | -------------------- | ------- | ---------- | ---------------- | -------------------------- | --------- |
| 1.   | 26 de agosto de 2023 | Chicago | Dura       | Alexandra Panova | Ulrikke Eikeri Ingrid Neel | w/o       |

## Títulos ITF

### Individuales: 4
| Leyenda                   |
| ------------------------- |
| $100,000 torneos          |
| $80,000 torneos           |
| $60,000 torneos           |
| $25,000 torneos           |
| $10,000 / $15,000 torneos |

|    | Fecha                  | Torneo             | Superficie    | Rival            | Resultado            |
| -- | ---------------------- | ------------------ | ------------- | ---------------- | -------------------- |
| 1. | 28 de mayo de 2017     | Santarém, Portugal | dura          | Valeria Savinykh | 6–4, 6–4             |
| 2. | 29 de julio de 2018    | Porto, Portugal    | tierra batida | Jil Teichmann    | 7-6(4), 6-1          |
| 3. | 29 de julio de 2019    | Vitoria, España    | dura          | Talimar Shalbi   | 6-0, 6-4             |
| 4. | 3 de noviembre de 2019 | Nantes, Francia    | dura          | Tamara Korpatsch | 6-2, 6-7(11), 7-6(6) |

### Dobles: 9
|    | Fecha                    | Torneo                 | Superficie    | Pareja                | Rivales                              | Resultado          |
| -- | ------------------------ | ---------------------- | ------------- | --------------------- | ------------------------------------ | ------------------ |
| 1. | 25 de noviembre de 2017  | Valencia, España       | Tierra batida | Yana Sizikova         | Georgina García Pérez Andrea Gámiz   | 7–6(7–1), 7–6(7–5) |
| 2. | 13 de mayo de 2018       | Monzón, España         | Tierra batida | Yana Sizikova         | Sarah Beth Grey Olivia Nicholls      | 6-2, 5-7, [10-8]   |
| 3. | 23 de septiembre de 2018 | Saint-Malo, Francia    | Tierra batida | María Fernanda Herazo | Alexandra Cadanțu Diāna Marcinkēviča | 4–6, 6–1, [10–8]   |
| 4. | 25 de noviembre de 2018  | Nules, España          | Tierra batida | Claudia Hoste         | Marina Bassols Julia Payola          | 7-6(3) 6-3         |
| 5. | 25 de febrero de 2019    | Alterkinchen, Alemania | Moqueta       | Rosalie Van der Hoek  | Marie Benoit Katarzyna Piter         | 5-7 6-3 [12-10]    |
| 6. | 7 de abril de 2019       | Óbidos, Portugal       | Moqueta       | Georgina García Pérez | Sofia Shapatava Emily Webley Smith   | 7-5 7-5            |
| 7. | 28 de abril de 2019      | Chiasso, Suiza         | Tierra batida | Marta Kostyuk         | Jamie Fourlis Sharon Fichman         | 6-1 3-6 [10-7]     |
| 8. | 27 de marzo de 2022      | Le Havre, Francia      | Tierra batida | Georgina García Pérez | Marie Benoit Ysaline Bonaventure     | 6-0 2-6 [10-5]     |
| 9. | 27 de noviembre de 2022  | Valencia, España       | Tierra batida | Ylena In-Albon        | Irina Khromacheva Iryna Shymanovich  | 6-3 6-2            |